# Third World
Third World ist eine jamaikanische Reggae-Band. Ihre Musik vereint Einflüsse von Funk, Soul und Disco.

## Geschichte
Third World wurde 1973 vom Keyboarder Michael „Ibo“ Cooper und vom Gitarristen Stephen „Cat“ Coore gegründet. Ihr erstes Album mit dem Titel Third World, auf dem auch eine Frau mitsang, erschien 1976. Ihren ersten internationalen Erfolg hatte die Band mit dem Lied Now That We Found Love auf Journey To Addis (1978), ihrem dritten Studioalbum. Die Single war ein Hit auf beiden Seiten des Atlantiks. Durch diesen großen Erfolg zog die Band die Aufmerksamkeit von Stevie Wonder auf sich, der darauf mit ihnen zusammenarbeitete.
Am 2. Februar 2014 starb der Sänger William „Bunny Rugs“ Clarke im Alter von 65 Jahren in Orlando, Florida.
Am 12. Oktober 2023 starb der Keyboarder und Bandgründer Michael „Ibo“ Cooper im Alter von 71 Jahren in Saint Andrew Parish auf Jamaika an Krebs.

## Diskografie

### Alben
| Jahr | Titel                  | Höchstplatzierung, Gesamtwochen, AuszeichnungChartplatzierungen (Jahr, Titel, Platzierungen, Wochen, Auszeichnungen, Anmerkungen) | Höchstplatzierung, Gesamtwochen, AuszeichnungChartplatzierungen (Jahr, Titel, Platzierungen, Wochen, Auszeichnungen, Anmerkungen) | Anmerkungen |
| Jahr | Titel                  | UK | US | Anmerkungen |
| ---- | ---------------------- | --- | --- | ----------- |
| 1978 | Journey to Addis       | UK30 (6 Wo.)UK | US55 (24 Wo.)US |             |
| 1979 | The Story’s Been Told  | — | US157 (5 Wo.)US |             |
| 1980 | Prisoner in the Street | — | US186 (2 Wo.)US |             |
| 1981 | Rock the World         | UK37 (9 Wo.)UK | US186 (3 Wo.)US |             |
| 1982 | You’ve Got the Power   | UK87 (3 Wo.)UK | US63 (27 Wo.)US |             |
| 1983 | All the Way Strong     | — | US137 (7 Wo.)US |             |
| 1985 | Sense of Purpose       | — | US119 (11 Wo.)US |             |
| 1989 | Serious Business       | — | US107 (14 Wo.)US |             |

Weitere Alben
- 1976 – Third World
- 1977 – 96 Degrees in the Shade
- 1980 – Arise in Harmony
- 1984 – Reggae Greats (Kompilation)
- 1987 – Hold on to Love
- 1991 – Commited
- 1993 – Reggae Ambassador (Kompilation, Doppelalbum)
- 1993 – The Best of Third World (Kompilation)
- 1994 – Live It Up
- 1999 – Generation Coming
- 2003 – Ain’t Giving Up
- 2005 – Black Gold Green
- 2011 – Patriots
- 2014 – Under the Magic Sun
- 2019 – More Work to be Done

### Singles
| Jahr | Titel Album                                          | Höchstplatzierung, Gesamtwochen, AuszeichnungChartplatzierungen (Jahr, Titel, Album, Platzierungen, Wochen, Auszeichnungen, Anmerkungen) | Höchstplatzierung, Gesamtwochen, AuszeichnungChartplatzierungen (Jahr, Titel, Album, Platzierungen, Wochen, Auszeichnungen, Anmerkungen) | Anmerkungen |
| Jahr | Titel Album                                          | UK | US | Anmerkungen |
| ---- | ---------------------------------------------------- | --- | --- | ----------- |
| 1978 | Now That We Found Love Journey To Addis              | UK10 (17 Wo.)UK | US47 (8 Wo.)US |             |
| 1979 | Cool Meditation Journey To Addis                     | UK17 (10 Wo.)UK | — |             |
| 1979 | Talk To Me The Story’s Been Told                     | UK56 (5 Wo.)UK | — |             |
| 1981 | Dancing On The Floor (Hooked On Love) Rock The World | UK10 (15 Wo.)UK | — |             |
| 1982 | Try Jah Love You’ve Got The Power                    | UK47 (6 Wo.)UK | — |             |
| 1985 | Now That We Found Love (1985) –                      | UK22 (8 Wo.)UK | — |             |
| 1986 | One More Time Sense Of Purpose                       | UK99 (1 Wo.)UK | — |             |
| 1989 | It’s The Same Old Song –                             | UK80 (2 Wo.)UK | — |             |